# Scott Millan
Scott Alexander Millan (* 1954 in Los Angeles, Kalifornien, Vereinigte Staaten von Amerika) ist ein US-amerikanischer Tontechniker. Er ist zudem Mitglied des „Board of Governors“ bei der Academy of Motion Picture Arts and Sciences. Millan ist als Sound Director für Technicolor bei den Paramount Studios tätig. Millan wurde bisher neunmal für einen Oscar nominiert, wobei er insgesamt vier Mal ausgezeichnet wurde. Im Februar 2012 wurde Scott Millan mit dem Cinema Audio Society „Career Achievement Award“ ausgezeichnet.

## Leben
Millan wurde 1954 in Los Angeles geboren. Sein Vater Art Millan und seine Mutter Lynn waren in den 1950er-Jahren als Film- und Fernsehschauspieler tätig. Millan ist verheiratet und hat zwei Kinder: Ashley Nicole Millan und Brandon Millan.

## Auszeichnungen und Nominierungen

### Academy Awards

#### Auszeichnungen
- 1995 – Apollo 13
- 2000 – Gladiator
- 2004 – Ray
- 2007 – Das Bourne Ultimatum

#### Nominierungen
- 1993 – Schindlers Liste
- 1995 – Braveheart
- 2002 – Road to Perdition
- 2010 – Salt
- 2012 – James Bond 007 – Skyfall

### BAFTA Award

#### Auszeichnungen
- 1995 – Braveheart
- 2004 – Ray
- 2007 – Das Bourne Ultimatum

#### Nominierungen
- 1993 – Schindlers Liste
- 1995 – Apollo 13
- 1999 – American Beauty
- 2000 – Gladiator
- 2012 – Skyfall

### Cinema Audio Society Awards

#### Auszeichnungen
- 1995 – Apollo 13
- 2000 – Gladiator
- 2002 – Road to Perdition

#### Nominierungen
- 1993 – Schindlers Liste
- 1995 – Braveheart
- 1999 – American Beauty
- 2004 – Ray
- 2004 – Die Bourne Verschwörung
- 2007 – Das Bourne Ultimatum
- 2012 – Skyfall